# Regierungs- und Anzeigeblatt
Das Fürstlich-Lippische Regierungs- und Anzeigeblatt war eine Zeitung, die von 1843 bis 1877 erschien und das offizielle Mitteilungsorgan des Fürstentums Lippe darstellte. Sie folgte auf die Lippischen Intelligenzblätter. Gedruckt wurde das Blatt in der Meyer’schen Hofbuchdruckerei, die ihren Sitz seit 1842 in Detmold hatte.
Die Zeitung erschien von 1843 bis 1863 wöchentlich, 1864–68 zweimal die Woche und 1869–71 dreimal die Woche. Innerhalb des Jahres 1872 wurde das Intervall erneut erhöht und die Zeitung erschien nun bis zu ihrer Einstellung an jedem Arbeitstag inklusive Samstag. Das Regierungs- und Anzeigeblatt war damit die erste Tageszeitung Lippes.
Bis zu ihrer Einstellung nahm die Anzahl der amtlichen und vor allem nichtamtlichen Bekanntmachungen deutlich zu. Die privaten Anzeigen erschienen ab 1878 in einer eigenen Zeitung, der Lippischen Landes-Zeitung, amtliche Veröffentlichungen erfolgten fortan im Amtsblatt für das Fürstentum Lippe.